# Mokošica
Mokošica je naselje i gradski kotar u sastavu Grada Dubrovnika, Hrvatska. Prema popisu stanovništva iz 2021. godine, samo naselje Mokošica ima 2193 stanovnika dok gradski kotar, koji uključuje naselja Mokošica, Nova Mokošica, Donje Obuljeno i Gornje Obuljeno, ima 8259 stanovnika 

## Zemljopisni položaj
Mokošica je prvo veće zapadno prigradsko dubrovačko naselje koje je od Dubrovnika udaljeno 7 km i nalazi se neposredno iznad Jadranske turističke ceste u pravcu Splita. Sa sjevera i istoka okružena je visokim priobalnim krškim brdima, a s juga zaljevom Rijeke dubrovačke i sjevernim padinama brda Srđ.

## Ime
Ime je dobila po Mokoši, božici plodnosti i zaštitnici žena iz slavenske mitologije.

## Povijest
Tijekom Domovinskog rata, od studenoga 1991. godine do 26. svibnja 1992. godine, Nova i Stara Mokošica su bile pod okupacijom JNA te srpskih i crnogorskih četnika. U Novoj Mokošici su zabilježena manja razaranja nego u Staroj jer je u Novoj Mokošici bilo smješteno zapovjedništvo okupatorske vojske i dio regularnih snaga JNA, dok su u Staroj Mokošici bili stacionirani pripadnici četničkih dragovoljačkih postrojbi.

## Znamenitosti
U Mokošici je puno ljetnikovaca iz 16. stoljeća (obitelji Bunića, Ranjine i Zuzorića) među kojima je najvažniji Gučetić-Đurđevićev ljetnikovac u kojem je 1814. godine održano posljednje vijećanje dubrovačke vlastele. U neposrednoj blizini Mokošice nalazi se i ljetnikovac Zamanjića s malom kapelicom, dok su u obližnjem Petrovom Selu ruševine srednjovjekovne crkve sv. Pankracija.

## Urbani razvitak
U Mokošici je brodogradilište, konoba, tri kafića, jedna trgovina, trafika te nekoliko obrtničkih radionica.
Stanovništvo tog dijela Mokošice obitava u obiteljskim kućama, no u posljednje vrijeme grade se niže višekatnice. Položaj na moru osigurao je mogućnost izgradnje brodogradilišta za manje brodove i brodice.
Početak gradnje naselja Nova Mokošica datira u rane osamdesete godine 20. stoljeća, kad su izgrađene prve stambene višekatnice. Teren na kojem se danas nalazi Nova Mokošica je prije gradnje obilovao maslinicima, vinogradima i poljima, a sad su na tome mjestu stambene zgrade, osnovna škola s najopremljenijom i najmodernijom školskom športskom dvoranom u Hrvatskoj, dječji vrtić, ambulanta, pošta, banka, kafići, trgovine, pekare, restorani, kladionice, igrališta za djecu kao i športska igrališta za odrasle. U planu je izgradnja crkve i većeg trgovačkog centra.

## Promet
Mokošica je s Dubrovnikom povezana Jadranskom magistralom, a prijevoz do Grada udaljenog 9 kilometara organiziran je autobusnom linijom 1A prometnog poduzeća Libertas.

## Gospodarstvo
Mokošica je gospodarski nerazvijen dio Dubrovnika, ali je gradnja naselja tako i planirana. Ogromna većina zaposlenih stanovnika Mokošice na posao odlazi u Dubrovnik. No daljnjim razvojem Mokošice otvaraju se i nove mogućnosti pa samim tim i otvaranje novih radnih mjesta.
Glavne grane privrede u Mokošici su turizam, brodogradnja i ribarstvo, no i ove grane privrede su tek u začecima i zanemarive su. U planu je gradnja velikog trgovačkog centra pa samim tim i razvoj trgovine.
U neposrednoj blizini Mokošice nalazi se jedna od najljepših marina na Jadranu. ACI Marina Dubrovnik u Komolcu, koja je nositelj plave zastave, smještena je u blizini izvora rijeke Omble, u fjordu potpuno zaštićenom od valova i morskih nevera pa se smatra jednom od najsigurnijih marina na svijetu.

## Stanovništvo
Stanovništvo Mokošice ogromnom većinom čine Hrvati katolici, a u malom postotku ima Srba i Bošnjaka.
Prema popisu stanovništva iz 2021. godine u Mokošici živi 2193 stanovnika.

### Kretanje broja stanovnika u Mokošici
| broj stanovnika | 322   | 239   | 284   | 302   | 240   | 232   | 213   | 241   | 242   | 297   | 265   | 325   |       |       | 1487  | 1924  | 2193  |
|                 | 1857. | 1869. | 1880. | 1890. | 1900. | 1910. | 1921. | 1931. | 1948. | 1953. | 1961. | 1971. | 1981. | 1991. | 2001. | 2011. | 2021. |

## Poznati Mokošani
- Dominik Đurđević – hrvatski diplomat, govornik i teolog
- Sanja Jovanović – plivačica, vlasnica svjetskog rekorda u disciplini 50 m leđno
- Andrija Spiletak – hrvatski rimokatolički biograf, teolog, svećenik, kulturni radnik, veliki hrvatski domoljub.
- Branimir Vidić, Flika – glumac
- Kristina Prkačin – rukometašica

## Šport
U Mokošici djeluju ženski Odbojkaški klub Nova Mokošica, sekcija dubrovačkog judo kluba Dubrovnik, boćarski klub Komolac, a u susjednom selu Gornjem Obuljenom boćarski klub Ombla, muški rukometni klub Mokošica, ženski rukometni klub Dubrovnik (ŽRK DUBROVNIK) i automobilistički klub AK Ragusa Racing.

## Vanjske poveznice
- Odbojkaški klub Nova Mokošica  Arhivirana inačica izvorne stranice od 17. srpnja 2007. (Wayback Machine)